# Emotivismo
El emotivismo es una corriente metaética que afirma que los juicios de valor no afirman nada sobre algún objeto externo (como la acción evaluada) o interno (como el estado personal de ánimo): solo expresan ciertas emociones. Adviértase que expresar no es lo mismo que afirmar: así expresar un dolor (usualmente con un "¡ay!") es distinto que afirmar que se lo siente. Al no ser afirmaciones, los juicios de valor no son ni verdaderos ni falsos; por lo tanto, carece de sentido hablar de verdades morales o de un conocimiento moral. Su función es expresar emociones o persuadir a los demás para que sientan lo mismo. Al interpretar el lenguaje moral en términos sentimentales, el emotivismo no admite criterios racionales para determinar la validez de los juicios de valor.
Durante el siglo XX el emotivismo fue de las teorías metaéticas más influyentes. Sus representantes más destacados fueron el filósofo británico Alfred Jules Ayer, principal portavoz del empirismo lógico en Inglaterra, y el filósofo estadounidense Charles Leslie Stevenson.

## Desarrollo

### David Hume
El emotivismo alcanzó prominencia a principios del siglo XX, pero nació siglos antes. En 1710, George Berkeley escribió que el lenguaje en general a menudo sirve para inspirar sentimientos y comunicar ideas. Décadas más tarde, David Hume propuso ideas similares a las posteriores de Stevenson. En su libro de 1751, Investigación sobre los principios de la moral, Hume consideró que la moral no está relacionada con los hechos, sino "determinada por las pasiones" y la razón debe estar subordinada a ellas:
En las deliberaciones morales debemos conocer de antemano todos los objetos y todas sus relaciones entre sí; y a partir de una comparación del conjunto, arregle nuestra elección o aprobación… Si bien ignoramos si un hombre fue agresor o no, ¿cómo podemos determinar si la persona que lo mató es criminal o inocente? Pero después de cada circunstancia, cada relación es conocida, el entendimiento no tiene más espacio para operar, ni ningún objeto sobre el cual pueda emplearse. La aprobación o la culpa que sobreviene, no puede ser obra del juicio, sino del corazón; y no es una proposición o afirmación especulativa, sino un sentimiento o sentimiento activo.

### G. E. Moore
G. E. Moore publicó su Principia Ethica en 1903 y argumentó que los intentos de los naturalistas éticos de traducir términos éticos (como buenos y malos) en términos no éticos (como agradar y desagradar) cometieron la "falacia naturalista". Moore era un cognitivista, pero su caso contra el naturalismo ético condujo a otros filósofos hacia el no cognitivismo, particularmente el emotivismo.

### Alfred Ayer
Alfred Ayer sostiene que los juicios de valor no afirman nada ni sobre algún objeto del mundo (como aseveran las posturas objetivistas) ni sobre el estado personal de ánimo del enunciador (como supone el subjetivismo): sólo expresan ciertas emociones. Pero expresar no es lo mismo que aseverar: decir “Robar dinero es malo” es como decir “¡¡Robar dinero!!”, con un particular tono de horror. “Malo” no agrega ninguna información: sólo manifiesta un sentimiento de desaprobación, del mismo modo que “¡Ay!” no es una afirmación acerca de un dolor que se siente, sino la expresión de ese dolor. Al no ser afirmaciones, estos juicios no son ni verdaderos ni falsos. Los conceptos éticos son pseudo-conceptos, que no agregan ningún tipo de información sobre la acción evaluada. Niega, a su vez, que se pueda argumentar sobre valores: cuando creemos hacerlo sólo argumentamos sobre los hechos que rodean a nuestras valoraciones.

### Bertrand Russell
En la particular versión del emotivismo debida a Bertrand Russell (posición que más adelante matizaría en buena medida), cuando se pronuncia “X es bueno en sí mismo” lo que se dice realmente es “¡Ojalá que todos deseen X!”. Un juicio de valor, pues, expresa un deseo, que como tal no es una descripción, por lo que no le cabe verdad o falsedad. A diferencia de la posición de Ayer, sin embargo, el deseo moral manifiesta para Russell la pretensión de extender universalmente la cualidad valorada.

### C. L. Stevenson
C. L. Stevenson destaca no tanto la función expresiva de los términos morales como su carácter “magnético”, esto es, su capacidad para influir en la opinión y en el curso de la acción de las personas. Así, para Stevenson, aceptar que algo es bueno nos haría en principio tender a obrar en su favor. Por ejemplo, un juicio de valor como “La música clásica es buena” además de expresar una emoción significaría “A ti también debería gustarte la música clásica”. De modo que los juicios de valor no sólo tendrían un valor expresivo, sino que mediante ellos el enunciador pretendería ejercer una presión normativa sobre su interlocutor, persuadirlo de que realice ciertas acciones.
Stevenson admite que hay un razonamiento moral, es decir, que tendemos a respaldar nuestros juicios morales mediante razones. Sin embargo, para este filósofo la relación que guardan estas razones con los juicios que pretenden apoyar es sólo psicológica y no lógica. Lo que hace posible este apoyo es el hecho de que nuestras actitudes morales están psicológicamente emparentadas con nuestras creencias, y la alteración de las creencias conlleva en general la modificación de las actitudes del caso.

### Segunda mitadsigloXX
El emotivismo fue duramente criticado a partir de la década del '50.[cita requerida] Sin embargo, hubo algunos autores que formularon algunas variaciones interesantes. El destacado filósofo Georg Henrik von Wright, creador de la lógica de las normas, desarrolló una versión propia de esta teoría.
Más recientemente, Allan Gibbard formuló una teoría expresivista de las normas. De acuerdo a ella un juicio moral expresa la aceptación de un sistema de normas por parte de un agente, de modo que decir que un cierto acto es moralmente incorrecto equivale a decir que es racional para la persona que lo llevó a cabo sentirse culpable del mismo y para los demás sentirse enojados con él. 
Nicolás Zavadivker, a su vez, intentó recientemente ampliar el emotivismo de forma tal de incorporar parcialmente las pretensiones de validez que según las corrientes neo-racionalistas manifiestan los juicios morales, y a la vez mostrar que es posible dar cuenta de un genuino razonamiento moral en el marco de una posición emotivista, contra lo que afirmaban los primeros partidarios de esta doctrina.